# Chauncey (Ohio)
Chauncey es una villa ubicada en el condado de Athens en el estado estadounidense de Ohio. En el Censo de 2010 tenía una población de 1049 habitantes y una densidad poblacional de 608,14 personas por km².

## Geografía
Chauncey se encuentra ubicada en las coordenadas 39°24′2″N 82°7′36″O / 39.40056, -82.12667. Según la Oficina del Censo de los Estados Unidos, Chauncey tiene una superficie total de 1.72 km², de la cual 1.72 km² corresponden a tierra firme y (0.3%) 0.01 km² es agua.

## Demografía
Según el censo de 2010, había 1049 personas residiendo en Chauncey. La densidad de población era de 608,14 hab./km². De los 1049 habitantes, Chauncey estaba compuesto por el 96.57% blancos, el 0.86% eran afroamericanos, el 0.29% eran amerindios, el 0.38% eran asiáticos, el 0.1% eran isleños del Pacífico, el 0.1% eran de otras razas y el 1.72% pertenecían a dos o más razas. Del total de la población el 0.57% eran hispanos o latinos de cualquier raza.